# Aillon
Pour les articles homonymes, voir Aillon (homonymie).
Aillon est une ancienne paroisse et commune du duché de Savoie, puis du département de la Savoie. La commune a été supprimée en 1863 permettant la création de deux nouvelles commues, Aillon-le-Vieux et Aillon-le-Jeune.

## Toponyme
Aillon ou Allionis est un toponyme semblant désigner un ancien fundus dont le nom du propriétaire est passé à la propriété, dans la période gallo-romain le terme recouvre le territoire d'une exploitation agricole avec ses installations spécifiques et le logis de son propriétaire,. Le propriétaire semble être un certain Allio, Allionis, dérivé du gentilice Allius selon le chanoine Gros, ou peut être est-il un hypocoristique du prénom Élie.
Les mentions de la paroisse ou de sa chartreuse ou de ses représentants évoluent au cours des siècles. Le chanoine Gros reprend le travail d'historien du spécialiste du territoire des Bauges, l'abbé Laurent Morand (1830-1894), auteur de Les Bauges : histoire et documents (3 tomes, Chambéry, 1889- 1890-1891). On trouve ainsi Guigo prior de Allione en 1158, Domus Allionis vers 1178, date supposée de la fondation de la chartreuse, puis Bernardus prior de Allione en 1198, prior Allonis en 1223, Cura de Allion vers 1344, Prioratus de Ayllone au XIVe siècle,.

## Histoire
Au XIIe siècle, le comte Humbert III, dit de Savoie dote considérablement la chartreuse d'Aillon, qui semblait déjà être installée. L'année de l'acte de fondation n'est pas connue, même si traditionnellement est donnée l'année 1178. De fait, le comte est désigné comme son fondateur.
Aillon appartient au XIVe siècle à la châtellenie du Châtelard, dans l'organisation du comté de Savoie.
L'église paroissiale dédiée à Donat, archevêque de Besançon, est située au village du Cimetière, dans l'actuelle commune d'Aillon-le-Vieux,.
La paroisse d'Aillon et la chartreuse, bien que situées en limite avec le décanat de Savoie, qui dépendait de l'évêché de Grenoble, se trouvaient historiquement dans le décanat d'Annecy, dépendant du diocèse de Genève. À la suite de l'union du duché de Savoie à la France révolutionnaire (1792), le Concordat (1801) donne naissance à l'éphémère diocèse de Chambéry et Genève.
Aillon est divisée en deux paroisses autonomes en 1804. On distingue désormais Aillon-le-Vieux, là où se trouve l'ancienne église dédiée à Saint Donat, et Aillon-le-Jeune où l'on érige une nouvelle église dédiée à Notre-Dame de l'Assomption.
Lors du retour à du duché à la maison de Savoie (1815), Aillon relève du diocèse de Chambéry. Trois ans après l'Annexion de la Savoie, en 1863, la division des deux paroisses donne naissance à deux communes distinctes portant le nom des deux paroisses,,,.
Aillon-le-Jeune accueillera[Quand ?] la station de sports d'hiver des Aillons-Margériaz.